# Улица Черняховского (Калининград)
У́лица Черняхо́вского — улица в Калининграде.

## История
Возникла не позже 1626 года, как рокада первого вального обвода в северной части Кёнигсберга. До середины 19 века состояла из двух улиц: Кирассирштрассе и Иудшен Кирхгоф Штрассе («Улица еврейского кладбища») по расположенному близ неё кладбищу. После чего была объединена и переименована в честь Фридриха Генриха Эрнста фон Врангеля. К тому времени на улице располагались манеж и казарма элитного кирасирского полка. В 1946 году Врангельштрассе переименована в Кавалерийскую ул., а в 1960-е получила имя И. Д. Черняховского.

## Достопримечательности
- Довоенное здание по адресу ул. Черняховского, 1—5. Сейчас жилой дом с административными помещениями.
- Довоенное здание по адресу ул. Черняховского, 2—4а. Сейчас жилой дом с магазинами и административными помещениями. На нем установлена мемориальная доска в честь И. Д. Черняховского.
- Здание физического института. Построено в 1885—1888 гг. Архитектор Пауль Мюльбах. Сейчас административное здание по адресу ул. Черняховского, 6.
- Довоенное здание по адресу ул. Черняховского, 7. Сейчас здесь расположено кафе.
- Манеж кирасирского полка (ул. Черняховского, 15—15а). Построен не позже 1890 г. В реконструированном здании сейчас находятся павильоны Центрального рынка.
- Довоенное здание по адресу ул. Черняховского, 17. Сейчас это жилой дом с административными помещениями. В частности здесь расположена редакция газеты «Новые колёса».
- Довоенное здание по адресу ул. Черняховского, 17а. В здании располагается кафе. Сейчас здание находится на реконструкции.
- Здание пожарной части «Норд». Построено в конце 19 в. В советское время здесь располагалась пожарная часть. Сейчас в здании областное управление ГИБДД.
- Остатки оборонительной крепостной стены вдоль берега Верхнего пруда. Сама улица в этой части является дамбой между Верхним и Нижним прудами.
- Бомбоубежище на углу с улицей Сергеева. Сейчас здесь кафе «Росгартен».
- Кроме этого географически на ул. Черняховского находятся: здание бывшей казармы кирасирского полка (1870, ныне административное здание), Башня Дона (1852, ныне музей янтаря), Росгартенские ворота. Хотя административно они принадлежат другим улицам и площадям.

## Современное состояние
Улица является важнейшей городской артерией. По ней проходят более 40 маршрутов автобусов и маршрутных такси, 2 троллейбусных маршрута, а также все 2 маршрута калининградского трамвая.
На улице расположены: Центральный рынок, торговый центр «Кловер», развлекательный комплекс «Планета», отделение ФГУП «Почта России» № 40, филиал «Сбербанка», управление ГИБДД УВД по Калининградской обл., несколько продуктовых и промтоварных магазинов, авиакассы, аптеки, антикварный салон, отделения туристических фирм и многое другое.

## Галерея

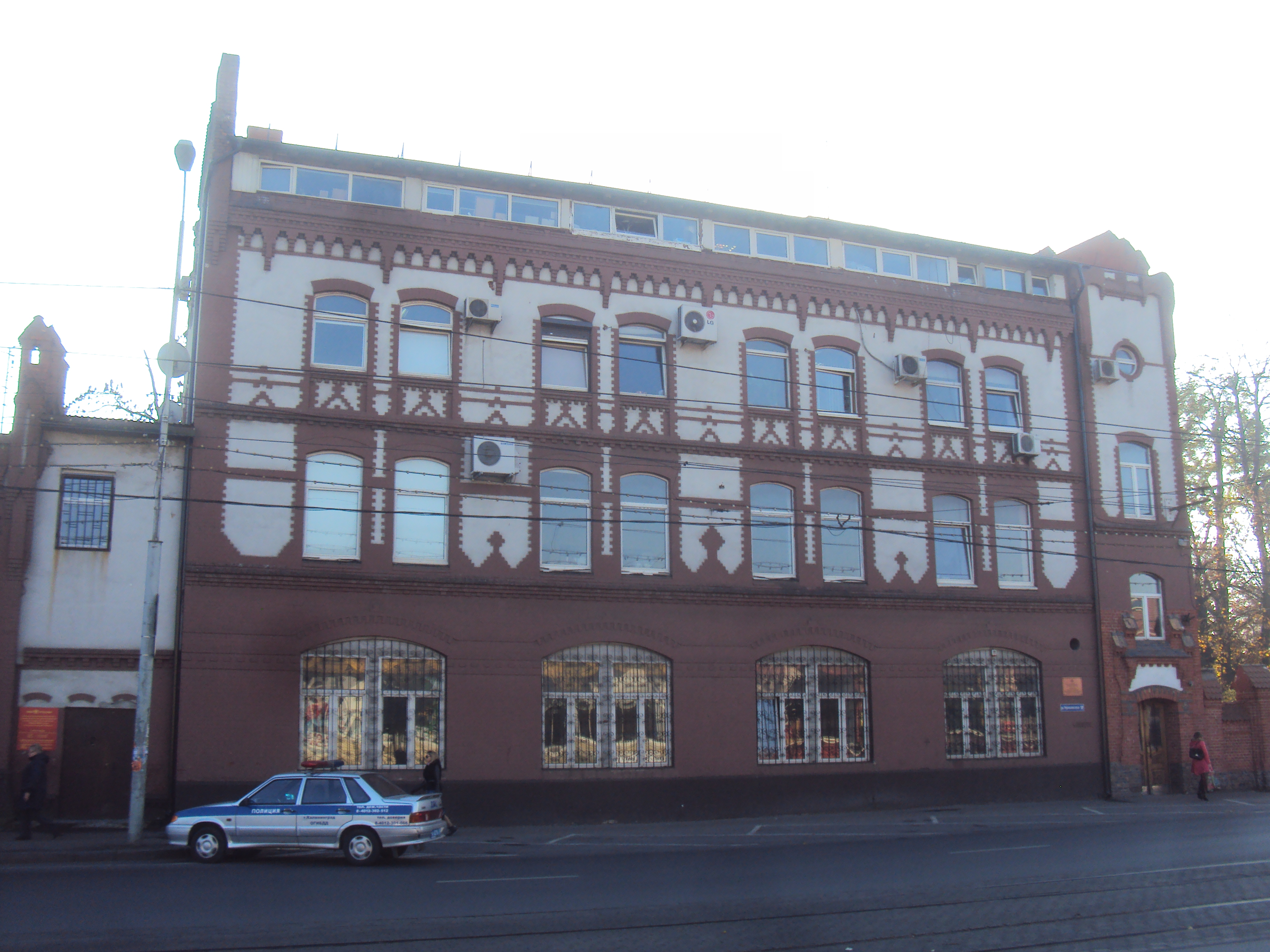
Бывшее здание пожарной части
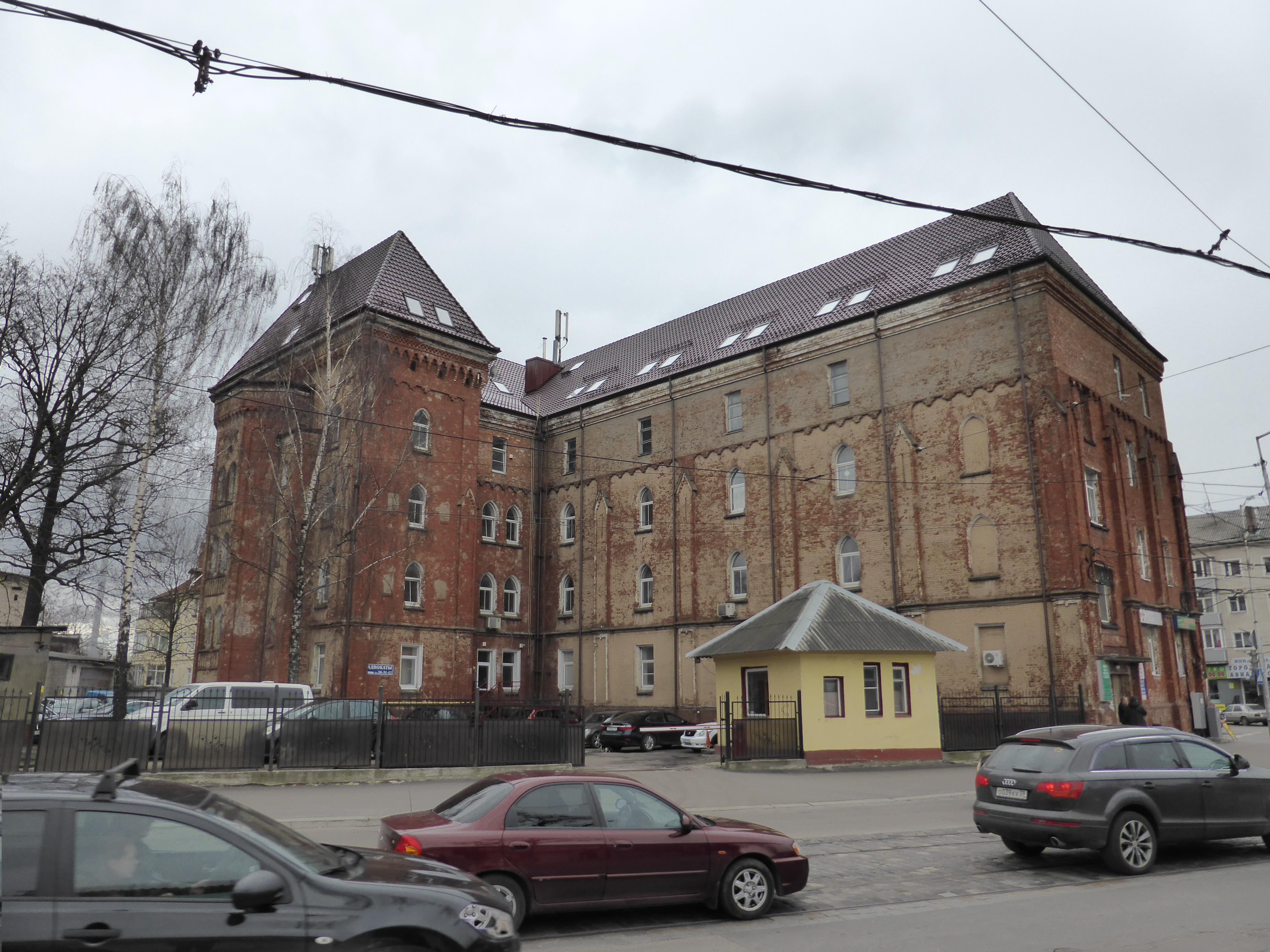
Здание бывшей казармы
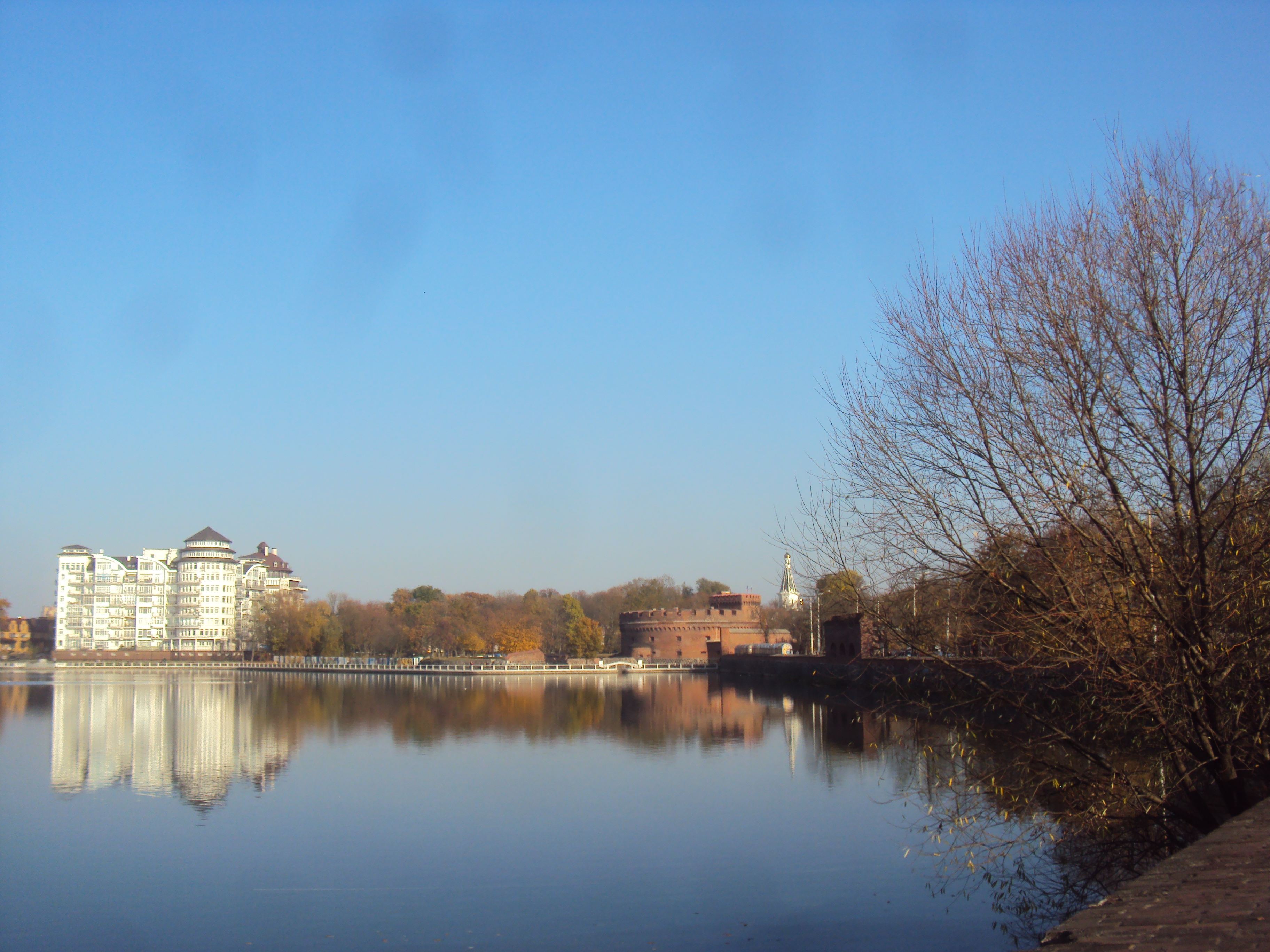
Оборонительные сооружения